# Grand Prix de Denain 1982
La 24e édition du Grand Prix de Denain a eu lieu le 13 avril 1982. Elle a été remportée par le Belge Eddy Vanhaerens.

## Classement final
Eddy Vanhaerens remporte la course,.
| \| Classement général \| Classement général \| Classement général \| Classement général \| Classement général \| \| Coureur \| Coureur \| Pays \| Équipe \| Temps \| \| ------------------ \| -------------------- \| ------------------ \| ------------------ \| ------------------ \| \| 1er \| Eddy Vanhaerens \| Belgique \| Safir-Marc \| \| \| 2e \| Alain Desaever \| Belgique \| Safir-Marc \| \| \| 3e \| Ronny Van Holen \| Belgique \| Safir-Marc \| \| \| 4e \| Pascal Jules \| France \| Renault-Elf-Gitane \| \| \| 5e \| Marc Van Geel \| Belgique \| Safir-Marc \| \| \| 6e \| Kim Andersen \| Danemark \| Coop-Mercier-Mavic \| \| \| 7e \| Eric Van De Perre \| Belgique \| Europ Decor \| \| \| 8e \| Hubert Mathis \| France \| Coop-Mercier-Mavic \| \| \| 9e \| Claes Göransson \| Suède \| Coop-Mercier-Mavic \| \| \| 10e \| Philippe Poissonnier \| France \| Safir-Marc \| \| |                      |          |                    |       |
| |                      |          |                    |       |
| Sources : ProCyclingStats Cycling Archives |                      |          |                    |       |
| Classement général |                      |          |                    |       |
| Coureur | Coureur              | Pays     | Équipe             | Temps |
| 1er | Eddy Vanhaerens      | Belgique | Safir-Marc         |       |
| 2e | Alain Desaever       | Belgique | Safir-Marc         |       |
| 3e | Ronny Van Holen      | Belgique | Safir-Marc         |       |
| 4e | Pascal Jules         | France   | Renault-Elf-Gitane |       |
| 5e | Marc Van Geel        | Belgique | Safir-Marc         |       |
| 6e | Kim Andersen         | Danemark | Coop-Mercier-Mavic |       |
| 7e | Eric Van De Perre    | Belgique | Europ Decor        |       |
| 8e | Hubert Mathis        | France   | Coop-Mercier-Mavic |       |
| 9e | Claes Göransson      | Suède    | Coop-Mercier-Mavic |       |
| 10e | Philippe Poissonnier | France   | Safir-Marc         |       |